# La Celle-Dunoise
 La Celle-Dunoise  es una comuna (municipio) de Francia, en la región de Lemosín, departamento de Creuse, en el distrito de Guéret y cantón de Dun-le-Palestel.
Su población en el censo de 1999 era de 598 habitantes.
No está integrada en ninguna communauté de communes.
Se encuentra a orillas del río Creuse.

## Demografía
| 862 | 880 | 732 | 668 | 589 | 598 |
| Para los censos de 1962 a 1999 la población legal corresponde a la población sin duplicidades (Fuente: INSEE [Consultar]) |     |     |     |     |     |